# Herodes Atticus
Herodes Atticus (græsk: Ἡρώδης ὁ Ἀττικός; fulde romerske navn: Lucius Vibullius Hipparchus Tiberius Claudius Atticus Herodes Marathonios; ca. 101-177) var en græsk retoriker, filosof og filantrop. Han kom fra Attika, men blev hentet til Rom for at være lærer for de senere kejsere Marcus Aurelius og Lucius Verus. Herodes sponserede en lang række offentlige bygninger, især i Athen, hvor han bl.a. byggede teatret Odeon.
- Wikimedia Commons har flere filer relateret til Herodes Atticus

| Biografi | Spire Denne biografi er en spire som bør udbygges. Du er velkommen til at hjælpe Wikipedia ved at udvide den. |